# Missilen
Missilen är en svensk så kallad skjutfältsbåt med Kivik som hemmahamn och som ägs av Försvarsmakten. Den har fyra systerbåtar: Kulan, Raketen, Granaten och Projektilen. Missilen har köpts för att användas av försvaret för övervakning, lägga ut mål, bärga projektiler och andra uppgifter i samband med skjutningar på Ravlunda skjutfält och Kabusa skjutfält.
Missilen och systerfartygen levererades 2016 av Weldmec Marine i Borgå i Finland och är av typen Serecraft P11.